# Pan Kocký
Pan Kocký (v ukrajinském originále Пан Коцький) je dětská opera ukrajinského skladatele Mykoly Lysenka na libreto Dniprovy Čajky.

## Vznik, charakteristika a historie opery
Mykola Lysenko je považován za zakladatele ukrajinské novodobé hudby a mimo jiné i prvního autora ukrajinských oper pro děti. Lysenkovy dětské opery nejsou jen určeny dětskému divákovi, ale jsou psány přímo pro dětské herce. Libreta mu pro ně psala básnířka Ljudmyla Oleksiivna Vasylevs'ka-Berezina (1861–1927), tvořící pod pseudonymem Dniprova Čajka. První z celkem tří jeho oper byla roku 1888 Drzá koza na námět známé ukrajinské pohádky se zvířecími hrdiny, podobnou povahu má i druhá z nich, Pan Kocký, která vznikla roku 1891.
Stejně jako u ostatních dvou Lysenkových dětských oper se premiéra Pana Kockého konala v bytě Lysenkových (Rejtars'ka 12, Kyjev) a v kruhu jejich rodiny a přátel, a to ještě v roce 1891. Hudební nastudování a klavírní doprovod vedle skladatele samotného vedla jeho žena Oľha Antoniivna Lyps'ka, účinkovaly děti Lysenků (včetně nejmladší čtyřleté Mar'jany), jakož i děti ze spřátelených rodin Staryc'kých, Lindforsů a dalších. Režisérkou, choreografkou a kostymérkou byla dobrá známá manželů Lysenkových, mladá básnířka Lesja Ukrajinka.
Opera Pan Kocký má krátký instrumentální úvod a čtyři dějství, respektive obrazy, její představení celkem trvá o něco více než půl hodiny. Podobně jako v Drzé koze se řada melodií opírá o známé lidové písně, podložen upraveným textem. Pěvecky je tato opera o něco náročnější než Drzá koza – mladí představitelé, kterým byla určena, mezitím povyrostli a získali zkušenosti – a i nyní je při svém uvádění určena dětem staršího školního věku. Skladatel ji nazýval „operka“ nebo „komická opera“, dala by se však považovat i za satirickou, ve stylu Gogolova Revizora. V postavičkách jsou kritizovány jak různé typy, tak i společenské poměry: pan Kocký je líný, nadutý a vychloubavý představitel vyšší třídy, Liška je mazaná lichotnice a oportunistka, ostatní zvířátka jsou nekriticky důvěřivá, zbabělá a podlézavá. I proto narazil Pan Kocký u carské cenzury a po časopiseckém vydání roku 1891 petrohradský tiskový dohled zamítl roku 1895 a opět roku 1903 skladatelovu žádost o povolení vydání klavírního výtahu v knižní formě. První regulérní vydání Pana Kockého tak vytisklo kyjevské vydavatelství „Mystectvo“ až roku 1945.
Nedostatek dostupného vydání přirozeně bránil rozšíření a uvádění díla za života skladatele i dlouho později. První významnou inscenaci tak připravila až roku 1950 hudební škola v Dněpropetrovsku. V 50. letech 20. století pak bylo Lysenkovo dílo souborně vydáno, a to s řadou hudebních a textových změn a aktualizací; dětské opery vyšly roku 1954 v devátém z dvaceti svazků v hudební úpravě Mychajla Verkyvs'kého a textové Maksyma Ryls'kého. V téže době byly i Lysenkovy dětské opery orchestrovány (autorská verze je napsána jen s doprovodem klavíru). V Ryls'kého textové úpravě a v hudební úpravě a orchestraci Vasilije Pavloviče Nachabina tedy měla 8. května 1955 nová verze opery profesionální premiéru v charkovském operním divadle. Dirigoval Anatolij Vasyľovyč Kalabuchin a tato produkce, s profesionálními zpěváky, byla rovněž zaznamenána moskevskou firmou Melodija a vydána na gramodesce. O rok později byla rovněž profesionálně provedena v Kyjevském státním divadle opery a baletu. Dobová kritika hudební provedení chválila, autorům textové úpravy však vyčítala, že opera končí ve všeobecném zmatku a mravní poselství není zdůrazněno potrestáním záporných hrdinů.
Od padesátých let 20. století až dosud je Pan Kockyj na Ukrajině poměrně často uváděn hudebními školami, i když méně než kratší a nenáročnější Drzá koza. Mezi významné nedávné inscenace patří inscenace z roku 2011, kterou v Muzeu Mykoly Lysenka předvedli žáci Kyjevské střední specializované hudební školy M. V. Lysenka.
Již ve 30. a poté v 50. letech 20. století byly kyjevským rozhlasem pořízeny nahrávky Pana Kockého s účastí profesionálních zpěváků.

## Osoby
- Pan Kocký (Pan Koc'kyj)
- Liška (Lysycja)
- Zajíc (Zajec)
- Medvěd (Vedmiď)
- Vlk (Vovk)
- Divočák (Kaban)
- Různá zvířata (kuna, ježek, pes, tchoř a další)

## Děj opery

### 1. dějství
U svého domečku sedí Liška, která si stěžuje, že nemá žádného vhodného nápadníka. Objeví se kocour – Pan Kocký. Hospodyně ho vyhodila z domu, protože byl líný a nechtěl chytat myši, a kocour se vzteká. Když však jej vylekaná Liška chlácholí, změní se Pan Kocký na hrdinu a holedbá se, jaký je pašák a jakou škodu hospodářům natropil. To zaslechne i kolemjdoucí Zajíc a vystrašen utíká pryč. Liška kocourovi přizvukuje, zapůsobí na urozeného hrdinu svými půvaby a zve ho k sobě na návštěvu.

### 2. dějství
V Medvědovu domečku popíjejí domácí pan se svými přáteli Vlčkem a Divočákem kořalku. Vlček zapíjí smutek nad svým milostným neúspěchem u Lišky a přátelé jej utěšují. Přibíhá zajíc a vzrušeně sděluje, čeho byl svědkem; přicházejí i další zvířátka, aby si to vyslechla. Jeho vyprávění o hrozivém velkomožném pánovi zapůsobí na zvířátka tak, že se již začínají bát a přemýšlejí, jak si zajistit přízeň a blahovůli Pana Kockého. Rozhodnou se vystrojit pro něj hostinu. Dohadují se, kdo co přinese a zejména kdo by měl jít pána na oběd pozvat; každé zvíře nachází nějakou výmluvu, až nakonec musí s pozváním odejít opět Zajíc.

### 3. dějství
Liška si ve svém domečku spokojeně prozpěvuje: dostala Pana Kockého do své postele, kde teď unavený bohatýr pochrupuje. Nesměle vstupuje Zajíc a jménem zvířátek zve ji i nově příchozího pána na oběd. Liška slibuje, že s Panem Kockým promluví. Když se kocour probudí, Liška mu vyřizuje pozvání. Pan Kocký není nejprve nikterak spokojen, že nebyl pozván uctivější formou, nakonec však navrátivšímu se vystrašenému Zajíci nerudně odpovídá, že pozvání přijímá a že doufá, že jídla bude pro něj dost.

### 4. dějství
V Medvědově domečku očekávají zvířátka příchod Pana Kockého s Liškou. Vládne mezi nimi velké napětí a obavy, a když je už slyšet návštěvu v zápraží, všechna zvířátka se ve zmatku poschovávají. Pan Kocký není prázdnou místností nijak překvapen, zato se jej nemile dotkne, že množství jídla neodpovídá jeho představám. Vrhne se na potravu a přitom si hlasitě stěžuje, že jí je málo. Zvířata v úkrytech se chvějí strachy, aby se kocour nepustil do nich. Vlk se třese tak, že pohne svou skrýší. To vyděsí Pana Kockého tak, že se chce schovat sám do úkrytu, ale tam se už nachází Divočák. Ten zděšeně vyrazí a nastává všeobecný zmatek: všechna zvířata se jedno přes druhé snaží uniknout, až se scéna zcela vyprázdní.